# Pierre de Libertat
Pierre de Libertat, né à Marseille en septembre 1562, mort le 11 avril 1597 à Marseille, est un militaire français, assassin de Charles de Casaulx.

## Biographie
D'origine corse (Calvi), Pierre Libertat est né à Marseille en septembre 1562. Durant les guerres de religion, il prend le parti des catholiques les plus intransigeants. En 1591, il aide Charles de Casaulx à s'emparer de l'hôtel de ville. Il est nommé capitaine du quartier de la Blanquerie, puis de la porte Réale.
Après l'abjuration d'Henri IV, la position de Charles de Casaulx est de plus en plus précaire, ce qui l'oblige à rechercher un appui auprès du roi d'Espagne. Charles Ier de Guise, gouverneur de Provence, qui veut prendre Marseille, arrive à soudoyer Libertat, qui assassine Charles de Casaulx le 17 février 1596, alors qu'il était entouré d'une dizaine de gardes du corps. Les hommes de Libertat et le peuple suivent le mouvement, et ouvrent les portes de la ville aux troupes du gouverneur.
En récompense, il reçoit le titre de viguier à perpétuité, les revenus d'un grenier à sel, un crédit de 160 000 écus, le commandement de la porte Réale et du fort Notre-Dame, enfin les droits de douane sur les denrées les plus riches. Il ne profite pas longtemps de ces avantages car il meurt le 11 avril 1597 à son domicile situé rue de Lorette. Il eut des obsèques grandioses.